# Любахи
Любахи́ — село в Україні, у Володимирецькій селищній громаді Вараського району Рівненської області. Населення становить 631 осіб.

## Історія
Польський шляхтич — дорпатський воєвода Анджей Лєщинський — син Рафала, дідич Старого та Нового Чорторийськів, 2-х новозаснованих міст на Волині: Рафалова над річкою Боровою, опікувався кальвінськими зборами в Романові, Берестечку — після поділу спадку батька в 1636 році став власником новозаснованого міста Любахова-над-Стирем.
У 1906 році село Володимирецької волості Луцького повіту Волинської губернії. Відстань від повітового міста 98 верст, від волості 11. Дворів 54, мешканців 356.
12 червня 2020 року, відповідно до розпорядження Кабінету Міністрів України № 722-р від «Про визначення адміністративних центрів та затвердження територій територіальних громад Рівненської області», увійшло до складу Володимирецької селищної громади.
19 липня 2020 року, в результаті адміністративно-територіальної реформи та ліквідації Володимирецького району, село увійшло до складу Вараського району.

## Населення
За переписом населення 2001 року в селі мешкали 624 особи.

### Мова
Розподіл населення за рідною мовою за даними перепису 2001 року:
| Мова       | Відсоток |
| ---------- | -------- |
| українська | 97,94 %  |
| російська  | 1,43 %   |
| білоруська | 0,32 %   |
| румунська  | 0,16 %   |

## Відомі люди
Тут народився український політик та громадський діяч Ярослав Годунок.